# Amata marinoides
Amata marinoides är en fjärilsart som beskrevs av Sergius G. Kiriakoff 1954. Amata marinoides ingår i släktet Amata och familjen björnspinnare. Inga underarter finns listade i Catalogue of Life.